# Udonthani
Udonthani (thaiul írva: อุดรธานี, angol átírással: Udon Thani) város Thaiföld ÉK-i részén, az azonos nevű tartomány székhelye. 
A város különösen a Laosszal való kereskedelemben játszik szerepet.

## Látnivalók
- Sao Lak Mueang buddhista szentély
- A buddhista templomok (Wat) − főleg a Wat Kham Chanot (Amphoe Ban Dung) és a Wat Pa Phu Kon (Amphoe Na Yung)
- A hétvégi és éjszakai piacok
- Nong-Prajak Park
- A város múzeuma